# Tokaji Kopasz-hegy
Tokaji Kopasz-hegy este o arie protejată (arie specială de conservare — SAC, sit de importanță comunitară — SCI) din Ungaria întinsă pe o suprafață de 350,77 ha, integral pe uscat.

## Localizare
Centrul sitului Tokaji Kopasz-hegy este situat la coordonatele 48°07′13″N 21°22′40″E / 48.120278°N 21.377778°E.

## Înființare
Situl Tokaji Kopasz-hegy a fost declarat sit de importanță comunitară în mai 2004 pentru a proteja 3 specii de plante și 6 specii de animale. Situl a fost protejat și ca arie specială de conservare în februarie 2010.

## Biodiversitate
Situată în ecoregiunea panonică, aria protejată conține 7 habitate naturale: Pajiști stepice subpanonice, Păduri panonice cu Quercus petraea și Carpinus betulus, Pajiști stepice panonice pe loess, Fânețe de joasă altitudine (Alopecurus pratensis, Sanguisorba officinalis), Tufărișuri subcontinentale peripanonice, Păduri panonice cu Quercus pubescens, Pajiști panonice carstice (Stipo-Festucetalia pallentis).
La baza desemnării sitului se află mai multe specii protejate:
- plante (3): Himantoglossum caprinum, Iris aphylla subsp. hungarica, sisinei (Pulsatilla grandis)
- mamifere (2): liliac de iaz (Myotis dasycneme), liliacul mare cu potcoavă (Rhinolophus ferrumequinum)
- nevertebrate (4): croitorul mare al stejarului (Cerambyx cerdo), Euplagia quadripunctaria, rădașcă (Lucanus cervus), Stenobothrus eurasius

Pe lângă speciile protejate, pe teritoriul sitului au mai fost identificate 23 de specii de plante, 5 specii de amfibieni, 1 specie de mamifere, 6 specii de nevertebrate, 5 specii de reptile.